# Hyalomma turanicum
Hyalomma turanicum, también conocida como garrapata de patas peludas o pálidas, es una especie de garrapata dura del género Hyalomma, familia Ixodidae, orden Ixodida. 

## Distribución
Se distribuye por Somalia, Afganistán, Botsuana, Etiopía, Lesoto, Libia, Namibia, Nigeria, Sudáfrica, Sudán, Suazilandia, Turquía y Zimbabue.

## Taxonomía
Fue descrita por Pomerantsev en 1946.